# صموئيل ماكدونل
صموئيل ماكدونل هو سياسي كندي، ولد في 1834 في كندا، وتوفي في 1910 في كندا. حزبياً، نشط في الحزب الليبرالي الكندي. وقد انتخب عضو مجلس العموم الكندي.